# Lars Reichow

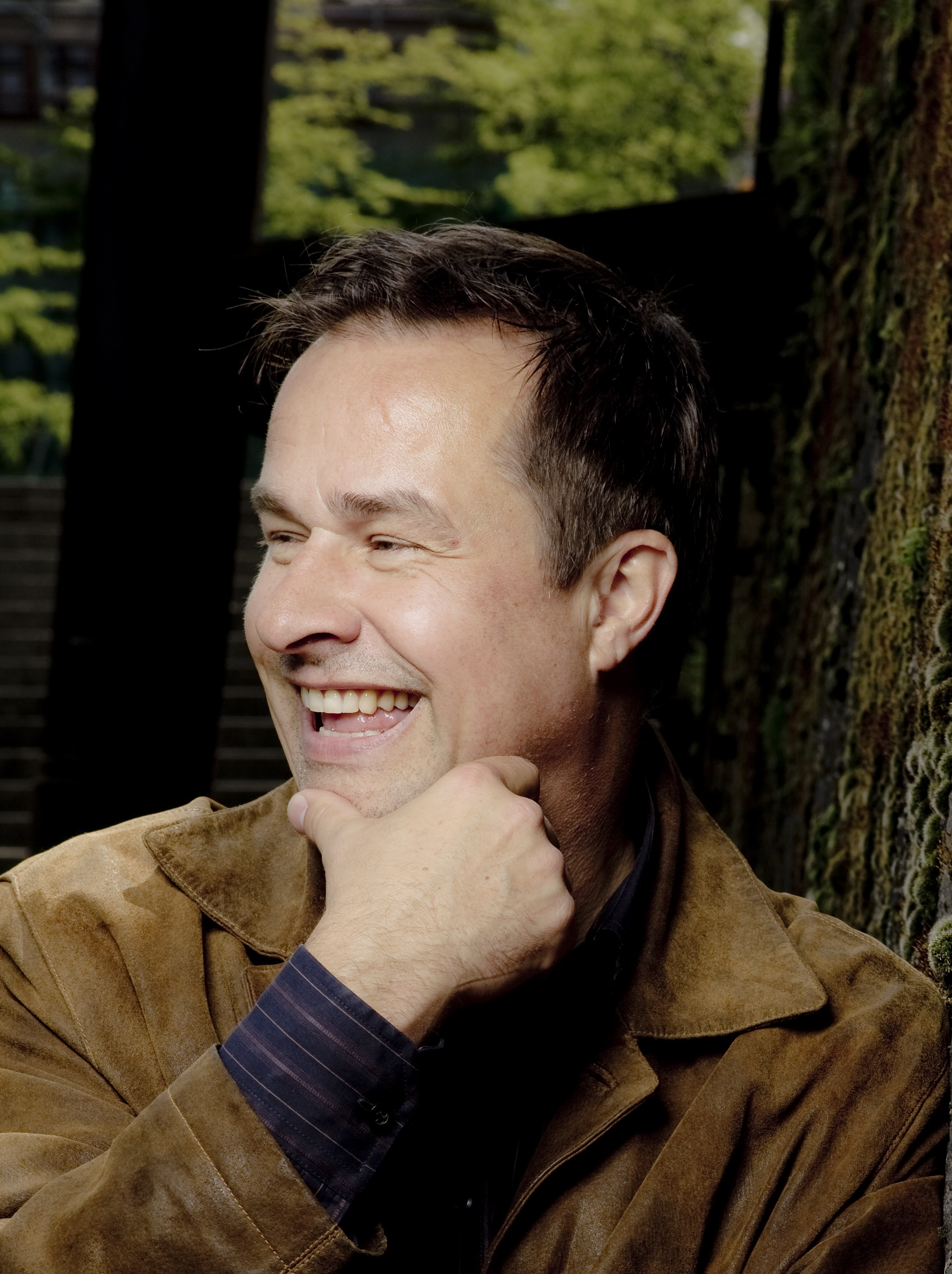
Lars Reichow, 2009

Lars Reichow (* 12. Juni 1964 in Mainz) ist ein deutscher Musikkabarettist.

## Leben
Der Kabarettist, Pianist, Komponist, Sänger, Fernsehmoderator und Entertainer mit dem Beinamen Der Klaviator erhielt seine musikalische Ausbildung (Gitarre, Klavier, Posaune) zunächst von seinem Vater. Mit 16 Jahren spielte er in der väterlichen Jazzband Bernd Reichow Jazz Formation und zwei Jahre später, 1982, ging er zusammen mit Hanns Dieter Hüsch auf seine erste Tournee. 1985 war er Mitglied im Landes-Jugend-Jazz-Orchester Hessen (LJJO) als Posaunist.
Reichow studierte Musik und Germanistik, unterrichtete in den 1990er Jahren am Immanuel-Kant-Gymnasium in Rüsselsheim, nahm nebenbei Schauspielunterricht und wurde schließlich Stipendiat der Richard-Wagner-Stiftung in Bayreuth. In dieser Zeit arbeitete er an seinem ersten Programm Ich bin auf jeden Fall da!, das 1992 vor 400 Zuschauern Premiere hatte. Zwei Jahre später spielte er erstmals im Mainzer Unterhaus, und eine anschließende Tournee machte ihn schließlich bundesweit bekannt.
Reichow ist Träger des Deutschen Kleinkunstpreises, erhielt unter anderem den Gaul von Niedersachsen, die Tuttlinger Krähe und den Berliner Kabarettpreis. Er tritt auch häufig in Funk und Fernsehen auf, entweder in eigenen Sendungen wie Reichows Welt (SWR), Querkopf (HR1) und Lachen mit Lars (Hessisches Fernsehen) oder als Gast in Fernsehformaten wie Ottis Schlachthof, Scheibenwischer, alles muss raus oder Mitternachtsspitzen. Zudem moderiert er die Musikalische Monatsrevue der SWR2-Musikstunde jeweils am letzten Samstag des Monats. Regelmäßig präsentiert er auch die Sendung Comedy vom Rhein.
Von 2013 bis 2023 trat er in der Sendung Mainz bleibt Mainz, wie es singt und lacht als „Nachrichtenmoderator“ (Fastnachtsthemen/Fastnachtsjournal) auf.
Am 25. Juli 2013 wurde bekannt, dass Reichow als Nachfolger von Christoph Sieber ab September die monatliche SWR-Fernsehsendung Spätschicht moderiert.
Von Januar 2014 bis Juli 2016 moderierte er zudem Kunscht! – Kultur im Südwesten. Das Kulturmagazin im SWR Fernsehen wird jeden Donnerstag – außer an Feiertagen – um 22.45 Uhr gesendet.
Das ZDF übertrug Reichow im Juli 2015 die Moderation für Die Lars Reichow Show, die zunächst auf vier Folgen beschränkt ist.
Nach seinem Auftritt bei Mainz bleibt Mainz 2017 wurde Reichow von einigen sich getroffen fühlenden AfD-Funktionären vorgeworfen, die Grenzen des Erlaubten überschritten zu haben.
Auch nach seinem Auftritt bei Mainz bleibt Mainz… im Jahre 2023 stellte ein bayerischer AfD-Politiker Strafanzeige gegen Lars Reichow.
Im Jahr 2018 war er mit dem Jazz-Pianisten und Komponisten Sebastian Sternal und Band unterwegs, wo er als Sänger auf der Bühne stand.
Reichow war als SPD-Wahlmann zur Bundespräsidentenwahl 2017 vorgeschlagen worden, an deren Bundesversammlung er auch teilgenommen hat.

## Diskografie
- 1995: Allerhöchste Tastenzeit
- 1996: Far away (Maxi CD)
- 1997: Der Klaviator
- 1998: Unter Plätzchen
- 2000: Der King kommt!
- 2001: piano Torte
- 2003: mainz (Maxi CD)
- 2003: Der Spieler (Maxi CD)
- 2005: Glücklich in Deutschland
- 2009: Wie schön Du bist
- 2011: Goldfinger
- 2012: Buch: Reichows Weckruf!
- 2015: Freiheit!
- 2017: Wunschkonzert
- 2018: Lust
- 2020: Ich
- 2024: Boomerland

## Auszeichnungen
- 1993: Scharfrichterbeil
- 1994: Mindener Stichling
- 1996: Reinheimer Satirelöwe
- 1996: St. Ingberter Pfanne
- 1996: Kulturpreis der Sparkassen-Kulturstiftung Rheinland (Förderpreis)
- 1997: Deutscher Kleinkunstpreis in der Kategorie Kleinkunst
- 2004: Gaul von Niedersachsen
- 2005: Tuttlinger Krähe
- 2009: Das große Kleinkunstfestival Berlin (Publikumspreis)
- 2011: Mainzer Ranzengardist[10]
- 2012: Georg-Scheu-Plakette[11]